# Krušovce
Krušovce é um município da Eslováquia, situado no distrito de Topoľčany, na região de Nitra. Tem 13,33 km² de área e sua população em 2018 foi estimada em 1.675 habitantes.

## Demografia
| Ano:        | 1994 | 2004   | 2014   | 2024   |
| ----------- | ---- | ------ | ------ | ------ |
| Broj ljudi: | 1695 | 1834   | 1732   | 1724   |
| Razlika:    |      | +8,20% | -5,56% | -0,46% |

| Ano:               | 2023 | 2024   |
| ------------------ | ---- | ------ |
| Número de pessoas: | 1741 | 1724   |
| Diferença:         |      | -0,97% |